# Psary (Będzin)
Psary est un village polonais de la voïvodie de Silésie et du powiat de Będzin. Il est le siège de la gmina de Psary et comptait 2 717 habitants en 2008.